# Ávaris

Aváris, região do Delta. (Na imagem, abaixo do número 19)

Ávaris (em egípcio: Hut-waret (ḥw.t-wˁr.t), em grego: Auaris, αυαρις) foi uma cidade fortificada do Antigo Egito construída pelos invasores hicsos para servir-lhes de capital. Foi destruída quando da derrota dos hicsos, na XVII dinastia, por Camés e reconstruída mais tarde por Ramessés II, que a rebatizou de Pi-Ramessés ou Per-Ramessés (Casa dos Raméssidas), e fez da cidade a nova capital de seu reinado. Estima-se que a localização da cidade esteja na atual Tel Daba, localizado no Delta do Nilo.
Uma das razões que explicam esta mudança de capital, além das raízes familiares do pai de Ramessés II, Seti I, é a sua localização estratégica, mais próxima do principal inimigo do Egito na época, o Império Hitita (atual Turquia), facilitando assim a vigia das fronteiras e uma intervenção militar.